# Andrei Igorov
Andrei Igorov (n. 10 decembrie 1939, Brăila, România – d. 10 noiembrie 2011, Brăila, România) a fost un canoist român, laureat cu argint la Jocurile Olimpice de vară din 1964 de la Tokyo în proba de canoe simplu 1.000 m.

## Carieră
S-a născut în Brăila în 1939. S-a apucat de caiac canoe la AS „Portul”, apoi s-a activat la CSA Steaua. În anul 1963 a cucerit medalia de argint la proba de canoe simplu pe 10.000 m  (C1 – 10.000 m) pentru prima sa participare la un Campionat European. În același an, a devenit vicecampion mondial la această probă la campionatul de la Jajce. Pentru realizările sale a fost numit de Maestru Emerit al Sportului în 1963.
A participat la Jocurile Olimpice de vară din 1964 de la Tokyo. Proba sa de specializare nefiind pe programul olimpic, a luat parte la proba de 1.000 m și a cucerit medalia de argint. Pentru acest rezultat a fost decorat cu ordinul „Meritul sportiv” clasa a III-a. A devenit campion european la 10.000 m în cadrul Campionatului European din 1965 de la Snagov și celui din 1967 de la Duisburg.
După ce s-a retras, a devenit antrenor la Brăila. În 1978 a fost numit antrenor al lotului național de juniori si de tineret, apoi a lucrat la clubul SIMARED Baia Mare (1979-1986), la CSM Pitești (1986-1999) și la Canoe Club Curtea de Argeș (1999-2011). L-a pregătit, printre altele, pe fiul său Andrei Jr., care a fost campion național de juniori și de tineret. 
A murit pe 10 noiembrie 2011, la vârsta de 71 de ani. Este înmormântat la cimitirul lipovenesc din Brăila.

## Distincții
- Ordinul „Meritul Sportiv” clasa a III-a (25 octombrie 1966) „pentru rezultatele deosebite obținute în competițiile sportive internaționale, precum și pentru contribuția valoroasă adusă la dezvoltarea culturii fizice și sportului în țara noastră”[6]

## Legăturiexterne
Materiale media legate de Andrei Igorov la Wikimedia Commons
- Site-ul oficial lui Andrei Igorov Arhivat în 22 decembrie 2015, la Wayback Machine.
- Andrei Igorov la Comitetul Olimpic și Sportiv Român (arhivat)
- en Andrei Igorov la Olympedia.org